# 小行星2022
小行星2022（2022 West）是一颗围绕太阳公转的小行星。1938年2月7日，卡爾·威廉·萊茵姆特在海德堡发现了此天体。
該小行星以丹麥天文學家理察·馬丁·威斯特命名。
这颗小行星的绝对星等为37.50784253987386等。